# Dandara Ventapane
Dandara Mendonça Ferreira Ventapane (Rio de Janeiro, 13 de outubro de 1991) é uma porta-bandeira, cantora e professora de dança. É neta de Martinho da Vila. É atual porta-bandeira do Paraíso do Tuiuti, baila ao lado de Raphael Rodrigues.
Sua iniciação no carnaval foi na Unidos de Vila Isabel. Antes de se tornar porta-bandeira foi passistas e desfilou em diversas escolas. Tornou-se porta-bandeira em 2013, desfilando pela Vila e com passagem pela Acadêmicos da Rocinha. Em 2015 foi assumiu como primeira da Vila. Em 2017, passa a defender a União da Ilha.

## Biografia
Dandara Mendonça Ferreira Ventapane nasceu em 13 de outubro de 1991. Filha de Analimar Ventapane e neta de Martinho da Vila, desde cedo Dandara teve contato com o samba e o carnaval. Foi backing vocal de sua tia Mart'nália durante sete anos e participou de importantes festivais de música, como o Back To Black. No carnaval, participou de comissões de frente e foi passista da Unidos de Vila Isabel. Em 2013, desfilou como terceira porta-bandeira da Vila. No mesmo ano, a escola foi campeã do carnaval. No ano seguinte, em 2014, desfilou novamente como terceira porta-bandeira da Vila. Na Série A, a segunda divisão do carnaval carioca, desfilou como primeira porta-bandeira da Acadêmicos da Rocinha. Junto com o mestre-sala Douglas Valle, conquistou boas notas, mas a escola foi rebaixada. No mesmo ano, se formou como bacharel em dança contemporânea pela UFRJ. No carnaval de 2015, seria a segunda porta-bandeira da Vila, mas precisou substituir a primeira, Natália Pereira, que teve uma tendinite no joelho. A partir de 2016, mais uma vez como primeira porta-bandeira da Vila, passou a dançar com o mestre-sala Phelipe Lemos. Para o carnaval de 2017, os dois se transferiram para a União da Ilha do Governador. Em 2017, Dandara lançou o projeto "Canta, canta, minha gente", no qual se apresenta com o irmão Raoni Ventapane, cantando sucessos de seu avô, Martinho. No dia 11 de novembro de 2018, nasceu Dante, o primeiro filho de Dandara, fruto de seu relacionamento com Donato Pereira. Um mês após o parto, a porta-bandeira retomou os ensaios para o carnaval de 2019.
Em março de 2020, foi confirmada sua permanência na União da Ilha para o carnaval seguinte. Na mesma oportunidade, foi anunciado seu novo parceiro, Raphael Rodrigues. Com o cancelamento do carnaval de 2021, por conta da pandemia de COVID-19, não chegaram a desfilar juntos pela Ilha. Em março de 2021, o casal se transferiu para o Paraíso do Tuiuti.

## Carnavais
Abaixo, a lista de carnavais de Dandara e seu desempenho em cada ano.
| Legenda: 0 Nota descartada N Escola foi campeã * Sem informação disponível |

| Ano  | Divisão  | Escola                      | Classificação          | Mestre-Sala        | Notas                   | Notas                   | Notas                   | Notas                   | Notas                   | Ref.          |
| ---- | -------- | --------------------------- | ---------------------- | ------------------ | ----------------------- | ----------------------- | ----------------------- | ----------------------- | ----------------------- | ------------- |
| 2013 | Especial | Unidos de Vila Isabel       | Campeã                 | Jackson Senhorinho | Terceira Porta-Bandeira | Terceira Porta-Bandeira | Terceira Porta-Bandeira | Terceira Porta-Bandeira | Terceira Porta-Bandeira | [ 15 ] [ 16 ] |
| 2014 | Especial | Unidos de Vila Isabel       | 10.º lugar             | Jackson Senhorinho | Terceira Porta-Bandeira | Terceira Porta-Bandeira | Terceira Porta-Bandeira | Terceira Porta-Bandeira | Terceira Porta-Bandeira | [ 17 ] [ 18 ] |
| 2014 | Série A  | Acadêmicos da Rocinha       | 16.º lugar (rebaixada) | Douglas Valle      | 10                      | 10                      | 9,9                     | 9,8                     | -                       | [ 19 ] [ 20 ] |
| 2015 | Especial | Unidos de Vila Isabel       | 11.º lugar             | Diego Machado      | 10                      | 9,9                     | 9,8                     | 9,8                     | -                       | [ 21 ] [ 22 ] |
| 2016 | Especial | Unidos de Vila Isabel       | 8.º lugar              | Phelipe Lemos      | 10                      | 9,9                     | 9,9                     | 9,8                     | -                       | [ 23 ] [ 24 ] |
| 2017 | Especial | União da Ilha do Governador | 8.º lugar              | Phelipe Lemos      | 10                      | 10                      | 10                      | 9,9                     | -                       | [ 25 ] [ 26 ] |
| 2018 | Especial | União da Ilha do Governador | 10.º lugar             | Phelipe Lemos      | 10                      | 10                      | 9,9                     | 9,9                     | -                       | [ 27 ] [ 28 ] |
| 2019 | Especial | União da Ilha do Governador | 10.º lugar             | Phelipe Lemos      | 10                      | 9,9                     | 9,9                     | 9,9                     | -                       | [ 29 ] [ 30 ] |
| 2020 | Especial | União da Ilha do Governador | 13.º lugar             | Phelipe Lemos      | 9,8                     | 9,9                     | 9,9                     | 9,9                     | 9,8                     | [ 31 ]        |
| 2022 | Especial | Paraíso do Tuiuti           | 11.º lugar             | Raphael Rodrigues  | 10                      | 10                      | 9,9                     | 10                      | 9,8                     | [ 32 ]        |
| 2023 | Especial | Paraíso do Tuiuti           | 8.° lugar              | Raphael Rodrigues  | 9,9                     | 10                      | 9,9                     | 10                      | -                       | [ 33 ]        |
| 2024 | Especial | Paraíso do Tuiuti           | 9.° lugar              | Raphael Rodrigues  | 10                      | 10                      | 9,8                     | 10                      | -                       | [ 34 ]        |
| 2025 | Especial | Paraíso do Tuiuti           | 10.° lugar             | Raphael Rodrigues  | 9,9                     | 10                      | 10                      | 10                      | -                       | [ 35 ] [ 36 ] |
| 2026 | Especial | Unidos de Vila Isabel       |                        | Raphael Rodrigues  |                         |                         |                         |                         |                         | [ 37 ]        |

## Premiações
Dandara coleciona diversas premiações:
- Estrela do Carnaval

1. 2019 - Melhor casal de mestre-sala e porta-bandeira (com Phelipe Lemos - União da Ilha) [39]

- Prêmio SRzd

1. 2016 - Melhor casal de mestre-sala e porta-bandeira (com Phelipe Lemos - Vila Isabel) [40]
2. 2019 - Melhor casal de mestre-sala e porta-bandeira (com Phelipe Lemos - União da Ilha) [41]

- S@mba-Net

1. 2019 - Melhor casal de mestre-sala e porta-bandeira (com Phelipe Lemos - União da Ilha) [42]

- Tamborim de Ouro

1. 2017 - Casal Nota 10 (com Phelipe Lemos - União da Ilha) [43]